# Ștefan Dobay
Ștefan Dobay (en húngaro: Dobay István; Újszentes, Imperio austrohúngaro; 26 de septiembre de 1909 – Targu Mures, Rumania, 7 de abril de 1994) fue un futbolista que se desempañaba en la posición de delantero, y también un entrenador de fútbol.

## Carrera

### Como jugador
A nivel de clubes jugó para cinco equipos de Rumania entre 1926 y 1948 y donde destacó fue en el Ripensia Timișoara, equipos en el que jugó por 10 temporadas en las que jugó 153 partidos y anotó 123 goles, además ayudó al club a ser campeón nacional en cuatro ocasiones y a ganar dos títulos de copa, y con el club ganó cuatro títulos de goleo.
A nivel internacional jugó en nueve años con Rumania en los que participó en 41 partidos y anotó 19 goles, jugó los mundiales de Italia 1934 y Francia 1938 donde anotó un gol en cada mundial, y ayudó a su selección a ganar la Copa de los Balcanes en dos ocasiones.

### Como entrenador
Dirigió a siete equipos entre 1947 y 1959 en donde logró ser campeón nacional con el Steaua de Bucarest en 1956.

#### Equipos
| Periodo   | Equipo                 |
| --------- | ---------------------- |
| 1947–1948 | Flacăra Mediaș         |
| 1949      | FC Farul Constanța     |
| 1950      | Locomotiva Târgu Mureș |
| 1951      | Flacăra Mediaș         |
| 1952–1953 | Locomotiva Târgu Mureș |
| 1954      | Dinamo Orașul Stalin   |
| 1955      | Locomotiva Târgu Mureș |
| 1956      | CCA București          |
| 1958      | FC UTA Arad            |
| 1958–1959 | CFR Cluj               |

## Logros

### Jugador
Ripensia Timișoara
- Liga Rumana: 4

1932–33, 1934–35, 1935–36, 1937–38
- Copa de Rumanía: 2

1933–34, 1935–36
Rumania
- Copa de los Balcanes: 2

1933, 1936

### Individual
- Goleador de la Liga Rumana: 4

1932–33, 1933–34, 1934–35, 1936–37

### Entrenador
CCA / Steaua București
- Liga Rumana: 1

1956